# Cortesão

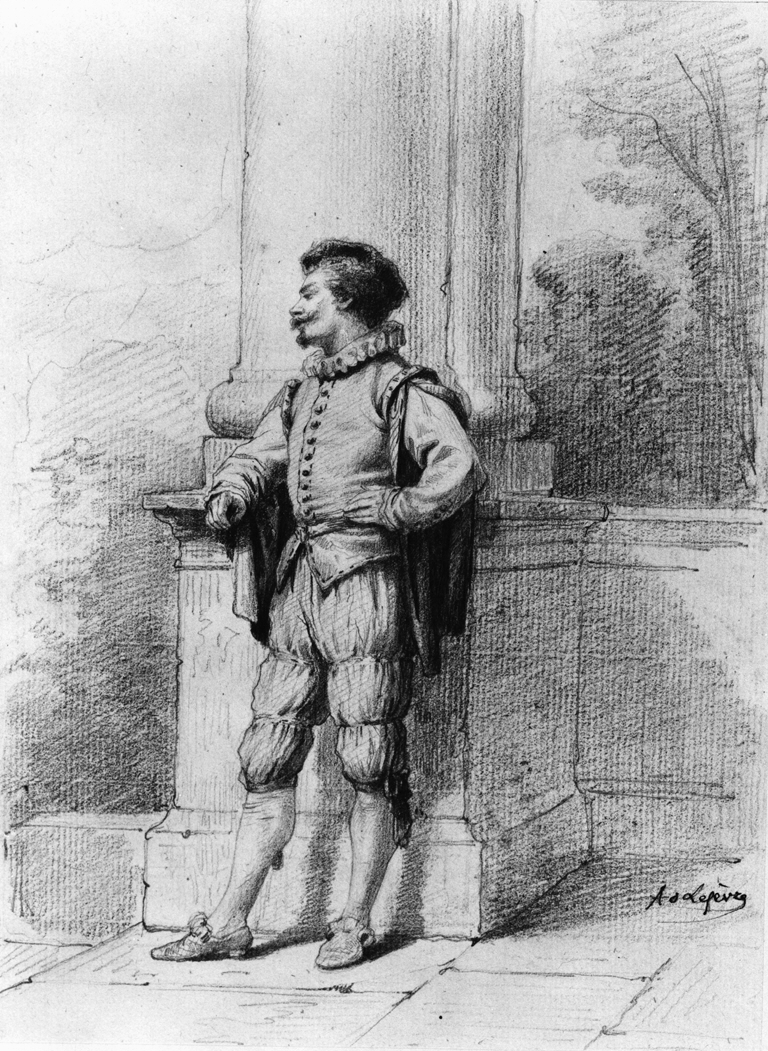
Cortesão Permanente por uma coluna, Adolphe-René Lefevre, c. 1860

O cortesão (/ˈkɔːrtiə/; francês: [kuʁtje]) é uma pessoa que está frequentemente presente na corte nobre de um rei ou outra personagem real.  De forma geral, se trata do homem que compõe uma corte. Este pode exercer diversas funções, desde entreter o rei com músicas, conversas, facécias, jogos e danças, a exercer cargos diplomáticos, dar conselhos e ajudar na formação do príncipe. A mulher que tem tais funções é uma dama palaciana, devido ao sentido pejorativo agregado à ideia de cortesã.
Apesar de já existir há muito tempo, a imagem do cortesão - e suas diversas características ideais - foi construída de forma intensa a partir do Renascimento. Isso porque foi nesse período que Baldassare Castiglione escreveu "O Cortesão" (Il Libro del Cortegiano) onde se narram as discussões ocorridas na corte de Urbino acerca do cortesão perfeito.

## "O Cortesão"
"O Cortesão" é composto por 4 livros, sendo que cada um narra uma noite dos diálogos ocorridos na corte de Urbino, na Itália.
Nos 2 primeiros há a construção do cortesão ideal e todos os seus atributos, sejam eles físicos, espirituais, artísticos, musicais, humorísticos, entre outros. No terceiro livro, devido a uma discussão acerca dos valores, capacidades e atributos das mulheres, há a construção da imagem da dama palaciana ideal. Essa parte do livro é marcada por uma discussão calorosa em que se propõe tanto que a mulher é um ser inferior, desvirtuado e impuro, quanto que é o oposto. No quarto livro há a idealização do "príncipe", ou governante ideal.
O livro exerceu uma grande influência na formação de cortes pela Europa, e é um documento que é rico em informações sobre a mentalidade, a estética e o gosto Renascentista.